# Primera División 2001 (Cile)
La Primera División 2001 fu la settantesima edizione del massimo campionato cileno di calcio. Il campionato fu vinto dal Santiago Wanderers per la terza volta nella sua storia.

## Formula
La competizione si svolse su un girone unico all'italiana. La Liguilla Pre-Libertadores è una fase di play-off che serve a determinare la terza squadra cilena classificata alla Copa Libertadores.

## Classifica
| Pos. | Squadra               | G  | V  | N  | S  | GF | GS | DR  | P  |
| ---- | --------------------- | -- | -- | -- | -- | -- | -- | --- | -- |
| 1    | Santiago Wanderers    | 30 | 20 | 6  | 4  | 65 | 32 | 33  | 66 |
| 2    | Universidad Católica  | 30 | 18 | 6  | 6  | 60 | 29 | 31  | 60 |
| 3    | Universidad de Chile  | 30 | 17 | 6  | 7  | 53 | 33 | 20  | 57 |
| 4    | Colo-Colo             | 30 | 16 | 8  | 6  | 63 | 37 | 26  | 56 |
| 5    | Cobreloa              | 30 | 13 | 9  | 8  | 39 | 28 | 11  | 48 |
| 6    | Palestino             | 30 | 14 | 6  | 10 | 44 | 43 | 1   | 48 |
| 7    | Huachipato            | 30 | 12 | 10 | 8  | 58 | 42 | 16  | 46 |
| 8    | Unión San Felipe      | 30 | 10 | 10 | 10 | 45 | 39 | 6   | 40 |
| 9    | Unión Española        | 30 | 10 | 7  | 13 | 46 | 63 | -17 | 37 |
| 10   | Coquimbo Unido        | 30 | 9  | 8  | 13 | 29 | 39 | -10 | 35 |
| 11   | Audax Italiano        | 30 | 10 | 2  | 18 | 27 | 40 | -13 | 32 |
| 12   | Deportes Concepción   | 30 | 8  | 8  | 14 | 35 | 51 | -16 | 32 |
| 13   | Rangers               | 30 | 6  | 12 | 12 | 38 | 46 | -8  | 30 |
| 14   | Santiago Morning      | 30 | 7  | 7  | 16 | 47 | 67 | -20 | 28 |
| 15   | O'Higgins             | 30 | 7  | 4  | 19 | 39 | 64 | -25 | 25 |
| 16   | Deportes Puerto Montt | 30 | 4  | 9  | 17 | 31 | 66 | -35 | 21 |

|  | Campione. Qualificata alla Coppa Libertadores 2002 |
|  | Qualificata alla Coppa Libertadores 2002           |
|  | Qualificata per la Liguilla Pre-Libertadores       |
|  | Retrocessa in Primera B                            |

## Liguilla Pre-Libertadores

### Semifinali

#### Andata
| Santiago del Cile 11 dicembre 2001 | Palestino | 1 – 0 | Universidad de Chile |  |

| Talcahuano 11 dicembre 2001 | Huachipato | 3 – 2 | Cobreloa |  |

#### Ritorno
| Santiago del Cile 14 dicembre 2001 | Universidad de Chile | 3 – 1 | Palestino |  |

| Calama 14 dicembre 2001 | Cobreloa | 3 – 0 | Huachipato |  |

### Finale

#### Andata
| Calama 18 dicembre 2001 | Cobreloa | 0 – 0 | Universidad de Chile |  |

#### Ritorno
| Santiago del Cile 20 dicembre 2001 | Universidad de Chile | 1 – 2 | Cobreloa |  |

## Verdetti
- Santiago Wanderers campione del Cile
- Santiago Wanderers, Universidad Católica e Cobreloa qualificate alla Coppa Libertadores 2002
- O'Higgins e Deportes Puerto Montt retrocesse in Primera B

## Classifica marcatori
| Gol |  |  | Giocatore             | Squadra              |
| --- |  |  | --------------------- | -------------------- |
| 24  |  |  | Héctor Tapia          | Colo-Colo            |
| 23  |  |  | Gustavo Biscayzacú    | Santiago Morning     |
| 17  |  |  | Silvio Fernández      | Santiago Wanderers   |
| 16  |  |  | Sergio Gioino         | Huachipato           |
| 16  |  |  | Pedro González        | Universidad de Chile |
| 15  |  |  | Marcelo Corrales      | Unión San Felipe     |
| 14  |  |  | Axel Ahumada          | Coquimbo Unido       |
| 13  |  |  | Dwight Pezzarossi     | Palestino            |
| 12  |  |  | Arturo Norambuena     | Universidad Católica |
| 11  |  |  | Luis Ceballos         | Huachipato           |
| 11  |  |  | Manuel Neira          | Unión Española       |
| 11  |  |  | Diego Rivarola        | Universidad de Chile |
| 10  |  |  | José Luis Diaz        | Universidad Católica |
| 9   |  |  | Sebastián González    | Colo-Colo            |
| 9   |  |  | Carlos Verdugo        | Dep. Concepción      |
| 9   |  |  | Cristian Montecinos   | Dep. Concepción      |
| 8   |  |  | Sebastián Rozental    | Colo-Colo            |
| 8   |  |  | Alcidio Fleitas       | O'Higgins            |
| 8   |  |  | Ariel Segalla         | Palestino            |
| 8   |  |  | Juan Quiroga          | Dep. Puerto Montt    |
| 8   |  |  | Manuel Abreu          | Unión San Felipe     |
| 8   |  |  | Jaime Riveros         | Santiago Wanderers   |
| 8   |  |  | Joel Soto             | Santiago Wanderers   |
| 7   |  |  | Ariel Pereyra         | Coquimbo Unido       |
| 7   |  |  | Miguel Ángel Castilla | Huachipato           |
| 7   |  |  | Aníbal González       | O'Higgins            |
| 7   |  |  | Ramón Tapia           | Rangers de Talca     |
| 7   |  |  | Rubén Vallejos        | Rangers de Talca     |
| 7   |  |  | Fernando Martel       | Santiago Morning     |
| 7   |  |  | Luis Medina           | Unión Española       |
| 7   |  |  | Juan Pablo Úbeda      | Unión Española       |
| 7   |  |  | Arílson               | Universidad de Chile |
| 6   |  |  | Marco Olea            | Audax Italiano       |
| 6   |  |  | Carlos Reyes          | Colo-Colo            |
| 6   |  |  | José Luis Sierra      | Colo-Colo            |
| 6   |  |  | Pedro Rivera          | O'Higgins            |
| 6   |  |  | Mario Núñez           | Universidad Católica |
| 6   |  |  | Miguel Ramírez        | Universidad Católica |